# Flor Marina Delgadillo
Flor Marina Delgadillo Ruiz (Chiquinquirá, 18 de octubre de 1973) es una ciclista colombiana, especialista en ciclismo de ruta, donde cosechó triunfos a nivel nacional y ciclomontañismo con logros a nivel de Colombia y Latinoamérica. Fue campeona nacional de ruta en el año 2000.

## Palmarés
Ciclismo de ruta
- 1999 - 2a en Campeonato Nacional, Ruta, Contrarreloj Individual, Colombia
- 2000 - 1a en Campeonato Nacional, Ruta, Contrarreloj Individual, Colombia
- 2001 - 2a en Campeonato Panamericano de Ciclismo en Ruta en Contrarreloj Individual, Colombia, Medellín
- 2002 - 2a en Campeonato Nacional, Ruta, Elite, Colombia
- 2003 - 2a en Campeonato Nacional, Ruta, Elite, Colombia
- 2008 - 3a en Campeonato Nacional, Ruta, Elite, Colombia, Cali
- 2010 - 2a en la Vuelta a Cundinamarca

## Juegos olímpicos
Participó en los Juegos Olímpicos de Sídney 2000 el la especialidad de ciclomontañismo, modalidad Cross Country, en el cual ocupó el puesto No 24 entre 29 competidoras.

## Distinciones
1997 - Galardonada como la mejor ciclomontañista Hit de la categoría élite, por parte de la comisión colombiana de este deporte.